# Dorina Nowill
Dorina de Gouvêa Nowill (São Paulo, 28 de maig de 1919 — Ib., 29 d'agost de 2010) va ser una educadora i filantropa brasilera. Formada en magisteri, va treballar intensament per a la creació i implantació d'institucions, lleis i campanyes a favor dels deficients visuals i pel seu treball va ser diverses vegades reconeguda i premiada.

## Primers anys
Dorina Nowill va quedar cega als 17 anys en virtut d'una infecció ocular, que va ocasionar una hemorràgia. La ceguesa, tanmateix, no la va impedir que fes carrera en l'àrea de l'educació.
El 1945, va aconseguir convèncer l'Escola Caetano de Campos, on cursava el magisteri i es formaria com a professora, a implantar el primer curs d'especialització de professors per a l'ensenyament de cecs. En aquesta època, els llibres en braille eren escassos i va haver de fer classe amb llibres normals. Després de diplomar-se, va viatjar als Estats Units amb una beca d'estudis pagada pel govern nord-americà per assistir a un curs d'especialització en l'àrea de deficiència visual en la Universitat de Colúmbia.

## La “Dama de la Inclusió”
De tornada al Brasil, va concentrar esforços en la fundació de la primera imprenta en braille de gran capacitat del país. L'editora és una de les principals fonts de renda de la fundació que va crear i produeix més del 80% dels llibres del Ministeri d'Educació destinats a deficients visuals, a més de rebre encàrrecs especials de menús per a restaurants, instruccions de seguretat de companyies aèries, best-sellers, etc.
L'educadora també es va dedicar a reglar l'educació per a cecs. Des de la Secretaria d'Educació de l'estat de São Paulo va crear el Departament d'Educació Especial per a Cecs i, el 1961, va aconseguir que el Congrés Nacional aprovés la llei que regulava el dret a l'educació dels deficients visuals. En aquesta mateixa època, entre 1961 a 1973, Nowill va dirigir la Campanya Nacional d'Educació dels Cecs, el primer òrgan nacional d'educació de cecs al Brasil, creat pel Ministeri d'Educació. També va realitzar programes i projectes que van implantar serveis per a cecs en diversos estats de la nació, a més d'esdeveniments i campanyes per a la prevenció de la ceguesa. Sis anys després, el 1979, la professora va ser nomenada presidenta del Consell Mundial dels Cecs. Més tard, seria la idealizadora i creadora de la Fundació Dorina Nowill per a deficients visuals.
El 1981, Any Internacional de la Persona amb Deficiències, ella va ser convidada a parlar a l'Assemblea General de les Nacions Unides com representant brasilera. Ja el 1989, el Congrés Nacional va ratificar la “Convenció 1599”, de l'Organització Internacional del Treball, que tracta de la rehabilitació, entrenament i professionalització de deficients visuals.

## Vida personal i mort
La filantropa es va casar amb l'advocat carioca Edward Hubert Alexander Nowill (1923–2013), fill d'un pastor protestant anglès, a qui va conèixer mentre estudiava a la Universitat de Colúmbia.
Dorina Nowill va morir als 91 anys, víctima d'una aturada cardíaca. Portava ingressada feia prop de 15 dies a l'Hospital Santa Isabel, en la zona oest de São Paulo, per a tractar una infecció. La vetlla va ser realitzat en la seu de la fundació que duu el seu nom. Nowill va deixar cinc fills - Alexandre, Cristiano, Denise, Dorininha i Márcio Manuel - i dotze nets.

## Homenatges
Dorina va ser considerada per la Revista Época una dels 100 brasilers més influents de l'any de 2009.
En virtut de la Llei Federal núm. 14796 de 2024, el Congrés Nacional del Brasil va decretar la inscripció de Dorina de Gouvêa Nowill en el Llibre dels Herois i Heroïnes de la Pàtria, un memorial cenotàfic situat a l'interior del Panteó de la Pàtria i de la Llibertat Tancredo Neves de Brasília, creat per honorar la memòria de les persones que millor van servir en la construcció i defensa del país.